# Бокс на літніх Олімпійських іграх 2024
Змагання з боксу на літніх Олімпійських іграх 2024 пройшди з 27 липня по 10 серпня 2024 року. Було розіграно 13 комплектів нагород.
У червні 2022 року МОК відсторонив Міжнародну асоціацію аматорського боксу від організації турніру за «тривалі проблеми з порушеннями у сферах фінансів, управління, етики, арбітражу та суддівства». МОК встановив власні критерії відбору на змагання.

## Формат змагань
У порівнянні зі змаганнями, проведеними 2020 року, відбулися зміни у вагових категоріях, у яких були розіграні медалі. Кількість вагових категорій серед чоловіків зменшилася з 8 до 7. Натомість кількість вагових категорій серед жінок збільшилася з 5 до 6. З олімпійської програми виключені напівважка вагова категорія серед чоловіків, а добавлена легша вагова категорія серед жінок.
Чоловіки змагалися в таких вагових категоріях:
- Найлегша (до 51 кг)
- Напівлегка (до 57 кг)
- Легка (до 63,5 кг)
- Напівсередня (до 71 кг)
- Середня (до 80 кг)
- Важка (до 92 кг)
- Надважка (понад 92 кг)

Жінки змагалися в таких вагових категоріях:
- Найлегша (до 51 кг)
- Легша (до 54 кг)
- Напівлегка (до 57 кг)
- Легка (до 60 кг)
- Напівсередня (до 66 кг)
- Середня (до 75 кг)

## Кваліфікація
Для боксерів виділено 248 квот, по 124 для чоловіків та жінок. Це на 41 квоту менше, ніж у 2020 році. Кожний Олімпійський комітет міг бути представлений одним спортсменом у кожному виді програми. 6 квот зарезервовано для країни-господарки Франції (по 3 для чоловіків та жінок). Ще 9 квот (4 для чоловіків та 5 для жінок) отримають спортсмени за рішенням Тристоронньої комісії.
Для всіх країн квоти були розіграні на континентальних мультиспортивних змаганнях у 2023 році, а також на двох світових кваліфікаційних турнірах, які відбулися у 2024 році.

## Медалі

### Таблиця медалей
| Місце   | Країна                   | Золото | Срібло | Бронза | Загалом |
| ------- | ------------------------ | ------ | ------ | ------ | ------- |
| 1       | Узбекистан               | 5      | 0      | 0      | 5       |
| 2       | КНР                      | 3      | 2      | 0      | 5       |
| 3       | Китайський Тайбей        | 1      | 0      | 2      | 3       |
| 4       | Куба                     | 1      | 0      | 1      | 2       |
| 5       | Алжир                    | 1      | 0      | 0      | 1       |
| 5       | Ірландія                 | 1      | 0      | 0      | 1       |
| 5       | Україна                  | 1      | 0      | 0      | 1       |
| 8       | Франція                  | 0      | 2      | 1      | 3       |
| 8       | Туреччина                | 0      | 2      | 1      | 3       |
| 10      | Іспанія                  | 0      | 1      | 1      | 2       |
| 10      | Казахстан                | 0      | 1      | 1      | 2       |
| 12      | Азербайджан              | 0      | 1      | 0      | 1       |
| 12      | Киргизстан               | 0      | 1      | 0      | 1       |
| 12      | Мексика                  | 0      | 1      | 0      | 1       |
| 12      | Панама                   | 0      | 1      | 0      | 1       |
| 12      | Польща                   | 0      | 1      | 0      | 1       |
| 17      | Австралія                | 0      | 0      | 2      | 2       |
| 17      | Домініканська Республіка | 0      | 0      | 2      | 2       |
| 17      | Філіппіни                | 0      | 0      | 2      | 2       |
| 20      | Болгарія                 | 0      | 0      | 1      | 1       |
| 20      | Бразилія                 | 0      | 0      | 1      | 1       |
| 20      | Велика Британія          | 0      | 0      | 1      | 1       |
| 20      | Грузія                   | 0      | 0      | 1      | 1       |
| 20      | Збірна біженців          | 0      | 0      | 1      | 1       |
| 20      | Кабо-Верде               | 0      | 0      | 1      | 1       |
| 20      | Канада                   | 0      | 0      | 1      | 1       |
| 20      | Південна Корея           | 0      | 0      | 1      | 1       |
| 20      | Північна Корея           | 0      | 0      | 1      | 1       |
| 20      | Німеччина                | 0      | 0      | 1      | 1       |
| 20      | США                      | 0      | 0      | 1      | 1       |
| 20      | Таджикистан              | 0      | 0      | 1      | 1       |
| 20      | Таїланд                  | 0      | 0      | 1      | 1       |
| Загалом | Загалом                  | 13     | 13     | 26     | 52      |

### Медалісти
Чоловіки
| Дисципліна                              | Золото                               | Срібло                       | Бронза                                       |
| --------------------------------------- | ------------------------------------ | ---------------------------- | -------------------------------------------- |
| Найлегша вага (до 51 кг) докладніше     | Хасанбой Дусматов · Узбекистан       | Білал Беннама · Франція      | Хуніор Алькантара · Домініканська Республіка |
| Найлегша вага (до 51 кг) докладніше     | Хасанбой Дусматов · Узбекистан       | Білал Беннама · Франція      | Даніель Варела де Піна · Кабо-Верде          |
| Напівлегка вага (до 57 кг) докладніше   | Абдумалік Халоков (UZB)              | Мунарбек Сеїтбек Уулу (KGZ)  | Чарлі Сеньйор · Австралія                    |
| Напівлегка вага (до 57 кг) докладніше   | Абдумалік Халоков (UZB)              | Мунарбек Сеїтбек Уулу (KGZ)  | Хав'єр Ібаньєс Діас · Болгарія               |
| Легка вага (до 63,5 кг) докладніше      | Ерісланді Альварес · Куба            | Соф'ян Уміа · Франція        | Ваят Сенфорд · Канада                        |
| Легка вага (до 63,5 кг) докладніше      | Ерісланді Альварес · Куба            | Соф'ян Уміа · Франція        | Лаша Гурулі · Грузія                         |
| Напівсередня вага (до 71 кг) докладніше | Асадхуджа Муйдінхуджаєв · Узбекистан | Марко Верде · Мексика        | Омарі Джонс · США                            |
| Напівсередня вага (до 71 кг) докладніше | Асадхуджа Муйдінхуджаєв · Узбекистан | Марко Верде · Мексика        | Льюїс Річардсон · Велика Британія            |
| Середня вага (до 80 кг) докладніше      | Олександр Хижняк · Україна           | Нурбек Оралбай · Казахстан   | Крістіан Піналес · Домініканська Республіка  |
| Середня вага (до 80 кг) докладніше      | Олександр Хижняк · Україна           | Нурбек Оралбай · Казахстан   | Арлен Лопес · Куба                           |
| Важка вага (до 92 кг) докладніше        | Лазізбек Муллажонов · Узбекистан     | Лорен Альфонсо · Азербайджан | Енмануель Реєс · Іспанія                     |
| Важка вага (до 92 кг) докладніше        | Лазізбек Муллажонов · Узбекистан     | Лорен Альфонсо · Азербайджан | Давлат Болтаєв · Таджикистан                 |
| Надважка вага (понад 92 кг) докладніше  | Баходір Жалолов (UZB)                | Аюб Гадфа (ESP)              | Нелві Тяфак · Німеччина                      |
| Надважка вага (понад 92 кг) докладніше  | Баходір Жалолов (UZB)                | Аюб Гадфа (ESP)              | Джамілі-Діні Абуду Мойндзе · Франція         |

Жінки
| Дисципліна                              | Золото                      | Срібло                        | Бронза                            |
| --------------------------------------- | --------------------------- | ----------------------------- | --------------------------------- |
| Найлегша вага (до 50 кг) докладніше     | Ву Ю · Китай                | Бусеназ Чакироглу · Туреччина | Назим Кизайбай · Казахстан        |
| Найлегша вага (до 50 кг) докладніше     | Ву Ю · Китай                | Бусеназ Чакироглу · Туреччина | Айра Вілегас · Філіппіни          |
| Легша вага (до 54 кг) докладніше        | Чан Юань · Китай            | Хатідже Акбаш · Туреччина     | Пан Чхоль Мі · КНДР               |
| Легша вага (до 54 кг) докладніше        | Чан Юань · Китай            | Хатідже Акбаш · Туреччина     | Лім Е Джі · Південна Корея        |
| Напівлегка вага (до 57 кг) докладніше   | Лін Ютін (TPE)              | Юлія Шеремета (POL)           | Есра Їлдиз · Туреччина            |
| Напівлегка вага (до 57 кг) докладніше   | Лін Ютін (TPE)              | Юлія Шеремета (POL)           | Несті Петесіо · Філіппіни         |
| Легка вага (до 60 кг) докладніше        | Келлі Гаррінгтон · Ірландія | Ян Венлу · Китай              | У Шиї · Китайський Тайбей         |
| Легка вага (до 60 кг) докладніше        | Келлі Гаррінгтон · Ірландія | Ян Венлу · Китай              | Беатріс Феррейра · Бразилія       |
| Напівсередня вага (до 66 кг) докладніше | Іман Хеліф · Алжир          | Ян Лю · Китай                 | Джанджем Суваннафенг · Тайланд    |
| Напівсередня вага (до 66 кг) докладніше | Іман Хеліф · Алжир          | Ян Лю · Китай                 | Чень Няньцінь · Китайський Тайбей |
| Середня вага (до 75 кг) докладніше      | Лі Цянь (CHN)               | Атейна Байлон (PAN)           | Кейтлін Паркер (AUS)              |
| Середня вага (до 75 кг) докладніше      | Лі Цянь (CHN)               | Атейна Байлон (PAN)           | Сінді Нгамба (EOR)                |